# Agustina Bouza
Agustina Bouza (31. svibnja 1985.) je argentinska hokejašica na travi. Igra na mjestu navalne igračice. Visine je 175 cm, a težine 65 kg.
Igra za Duendes Rugby Club de Rosario.
Svojim igrama je izborila mjesto u argentinskoj izabranoj vrsti. 

## Sudjelovanja na velikim natjecanjima
- 2006.: SP u Madridu, bronca
- 2006.: Južnoameričke igre u Buenos Airesu, zlato
- 2006.: Trofej prvakinja u Amstelveenu, 4.
- 2007.: Trofej prvakinja u Quilmesu, srebro
- 2007.: Panameričke igre u Rio de Janeiru, zlato
- 2008.: Trofej prvakinja u Mönchengladbachu, zlato
- 2008.: OI u Pekingu, bronca (pričuvna igračica)

## Vanjske poveznice
- OI 2008.
- Argentinski hokejaški savez
- NBC Olympics  Arhivirana inačica izvorne stranice od 3. studenoga 2009. (Wayback Machine) Slika